# William P. Harris Jr.
William Pickett Harris Jr., bekannt als William P. Harris Jr., (geboren am 13. Juli 1897 in Detroit, gestorben am 7. April 1972 in Grosse Pointe, Michigan) war ein amerikanischer Bankier und Zoologe.

## Biographie
William Pickett Harris, genannt Bill, wurde 1897 als Sohn von William Pickett and Sarah Edna McGraw Harris geboren. Er ging auf die Highschool und danach auf die Yale Sheffield Scientific School. Im Jahr 1934 erhielt er seinen Master von der University of Michigan. Bereits 1918 diente er als Second Lieutenant in der U. S. Army und am 27. Februar 1923 heiratete er Elsie Stivers Smith, mit der er drei Kinder hatte: Julia, William P. Harris, III und Richard A.
Harris entwickelte großes Interesse an der Kunst und den Naturwissenschaften und beschäftigte sich intensiv mit zahlreichen Themen der Biologie und der Künste. Mit seiner Arbeit spielte er eine bedeutende Rolle in der sich entwickelnden Mammalogie und der systematischen Sammlung von Säugetierpräparaten für den Aufbau der Sammlung an der University of Michigan. Ab 1925 arbeitete er eng zusammen mit George Shiras III. und anderen, mit denen er eine Sammlung von Fotografien von Nachtaufnahmen verschiedener Säugetiere in ihrem Lebensraum anlegte und über die er den Kontakt zum späteren Kurator für Säuger am Museum of Zoology der Universität, Lee R. Dice, sowie Alexander Ruthven, Direktor des Museums und späterer Präsident der Universität aufbaute. 1927 richtete er eine Stiftung für die Unterstützung von Freilandforschungen im Bereich der Mammalogie ein und ermöglichte es so, dass auch langjährige Forschungsprojekte realisiert werden konnten. 1928 wurde er offiziell Associate Curator des Museums unter Lee R. Dice und richtete das Harris Fellowship als Stipendium für Studenten ein, mit dem vor allem Studenten unterstützt wurden, die sich der Erforschung von Nagetieren widmeten.
Sein persönliches Hauptforschungsgebiet war die Biologie und die Taxonomie der Hörnchen (Familie Sciuridae). Er legte für das Museum eine Sammlung von Hörnchen an und arbeitete selbst wissenschaftlich an der Taxonomie der Tiergruppe, wobei er mindestens 16 wissenschaftliche Arbeiten verfasste. Vor allem eine wissenschaftliche Revision der Sciurus-variegatus-Gruppe in Mittelamerika im Jahr 1937 wurde als bedeutend herausgestellt. Nachdem sich seine Gesundheit ab 1969 deutlich verschlechterte, konzentrierte er sich darauf, Fotografien aller Arten der Hörnchen zu bekommen, zudem führte er eine umfassende und aktuelle Bibliografie sowie eine Synonymliste zu der Tiergruppe. Auf dieser Basis verfasste er eine umfassende und illustrierte Synopsis der Hörnchen.
Von 1954 bis 1969 war Harris Mitglied des American Society of Mammalogists und Trustee des Cranbrook Institute of Science in Bloomfield Hills, Michigan. Zudem war er Präsident der Huron Mountain Wildlife Foundation in Huron Mountain, Michigan, Life Member des American Museum of Natural History, Repräsentant der University of Michigan in der International Union for the Conservation of Nature (IUCN) und Mitglied mehrerer weiterer Organisationen.

## Publikationen (Auswahl)
- William P. Harris Jr.: A new squirrel from China. Occasional Papers of the Museum of Zoology, University of Michigan 228; S. 1–2.
- William P. Harris Jr.: Four new mammals from Costa Rica. Occasional Papers of the Museum of Zoology, University of Michigan 248, 1932; S. 1–6. (Volltext)
- William P. Harris Jr.: Revision of Sciurus variegatoides, a species of Central American squirrel Miscellaneous Publications No. 38, Museum of Zoology, University of Michigan, 4. September 1937.
- William P. Harris Jr., Philip Hershkovitz: Two new squirrels from Ecuador. Occasional Papers of the Museum of Zoology, University of Michigan 391, 1938; S. 1–21.(Volltext)
- William P. Harris Jr.: Additions and corrections to the section of Sciuridae in Ellerman's Families and Genera of Living Rodents. Occasional Papers of the Museum of Zoology, University of Michigan 484, 1944; S. 1–21.

## Belege
1. 1 2 3 4  Emmet T. Hooper: Orbituary: William Pickett Harris, Jr., 1897-1972 Journal of Mammalogy 53 (4), November 1972; S. 923–924. (JSTOR)